# Eidsvoll
Eidsvoll – norweskie miasto i gmina leżąca w okręgu Akershus.
Eidsvoll jest 223. norweską gminą pod względem powierzchni.

## Demografia
Według danych z roku 2005 gminę zamieszkuje 18 637 osób. Gęstość zaludnienia wynosi 40,89 os./km². Pod względem zaludnienia Eidsvoll zajmuje 51. miejsce wśród norweskich gmin.
| ludność stan na 1 stycznia 2005 |         |           |        |
|                                 | kobiety | mężczyźni | razem  |
| osób                            | 9349    | 9288      | 18 637 |
| %                               | 50,16%  | 49,84%    | 100%   |

| wykształcenie stan na 1 października 2004 |            |         |        |          |
|                                           | podstawowe | średnie | wyższe | nieznane |
| osób                                      | 3555       | 8544    | 2355   | 299      |
| %                                         | 24,1%      | 57,91%  | 15,96% | 2,03%    |

## Edukacja
Według danych z 1 października 2004:
- liczba szkół podstawowych (norw. grunnskoler): 11
- liczba uczniów szkół podst.: 2463

## Władze gminy
Według danych na rok 2011 administratorem gminy (norw. rådmann) jest Brynhild Hovde, natomiast burmistrzem (norw. ordfører, d. borgermester) jest Terje Teslo.

## Historia
W 1814 roku w Eidsvoll została stworzona Konstytucja Norwegii.
W Eidsvoll urodził się piłkarz m.in. Manchester United i trener Legii Warszawa, Henning Berg.